# 孔宙碑
《孔宙碑》，又稱作《漢泰山都尉孔宙碑》，碑文用隸書來書寫篆刻，碑立於漢桓帝延熹七年（164年），正文一共十四行，滿行有二十八個字，碑文記錄孔子的第十八世孫孔宙的生平事蹟。《孔宙碑》的碑頂額部呈半圓弧型，碑額中間有穿，穿的上方有暈，碑題刻於穿的左右，每行五個字：「有漢泰山都尉孔君之碑」十個字。《孔宙碑》的碑體高306公分，寬102公分，厚24公分。碑原來立在孔林（至聖林）裡，清代初期，將碑移往山東曲阜孔廟的同文門下，1978年移入東廡，1998年再移到漢魏碑刻陳列館收藏。除了書法藝術上的價值外，《孔宙碑》還是漢代碑刻中，唯一有碑額又有碑題的墓碑，其碑體樣式對後世隋唐的碑制有很大的影響。

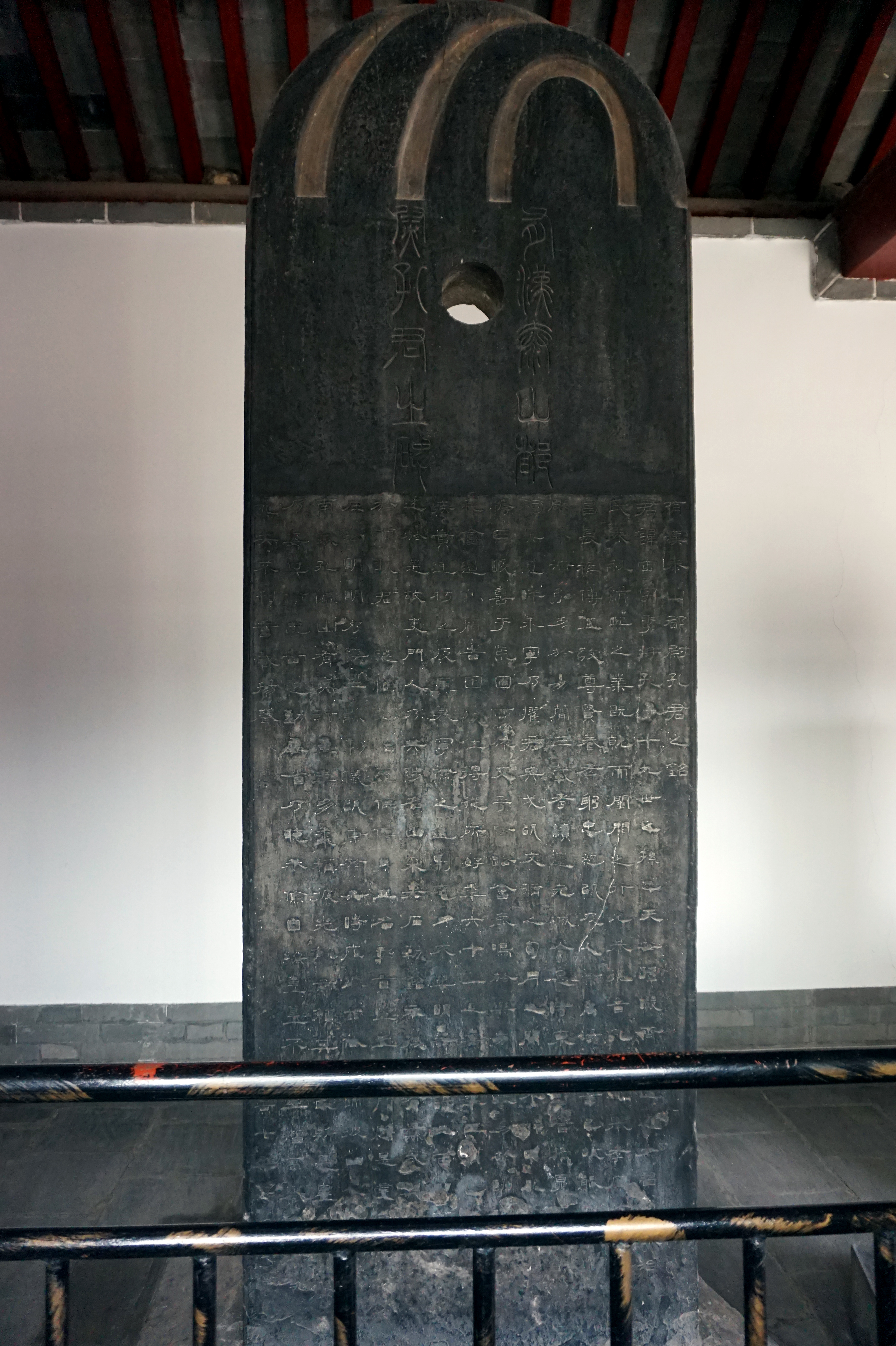
漢魏碑刻陳列館館藏的《孔宙碑》

## 碑文
碑陽刻文
有漢泰山都尉孔君之銘。君諱宙。字季將。孔子十九世□（之）孫也。天姿醇嘏。齊聖達□（道）。少習□（家）訓。治□（嚴）氏春秋。緝熙之業既就。而閨閾之行允恭。德音孔昭。遂舉孝廉。除郎□□（中都）昌長。祗傅五教。尊賢養老。躬忠恕以及人。兼禹湯之辠己。故能興□（朴）□□彫幣。濟弘功於易簡。三載考績。遷元城令。是時東□□（嶽黔）首。猾夏不□□□祠兵。遺畔未寧。乃擢君典戎。以文脩之。旬月之閒。莫不解□□□（甲服罪）□□□槈。田畯喜于荒圃。商旅交乎險路。會鹿嗚於樂崩。復長幼於酬□（酢）。□□□稔。會遭篤病。告困致仕。得從所好。年六十一。延熹六年正□（月）乙未。□□□疾。貴速朽之反真慕。寧儉之遺則。窀夕不華。明器不設。凡百□□（卬高）。□□□述。於是故吏門人乃共陟名山。采嘉石。勒銘示後。俾有彝式。其□□（辭曰）□□於顯我君。懿德惟光。紹聖作儒。身立名彰。貢登王室。閽□是虔。夙□□□（夜在公）。在公明明。乃綏二縣。黎儀以康。於元時廱。撫茲岱方。帥彼凶人。□□（覆俾）□□。南畝孔饁。山有夷行。豐年多桼。稱彼兕觥。帝賴其勳。民斯是皇。□（疾）□□□。乃委其榮。忠告慇勤。屢省乃聽。恭儉自終。盙簋不敶。生播高譽。□□□□（歿垂令名）。永矢不刊。億載揚聲。延熹七年（西元一六四年）□月□□□（戌□造）。
碑陰刻文
□（門）生鉅鹿癭陶□□（張雲）字子平。 門生鉅鹿癭陶趙□（政）字元政。 門生鉅鹿廣宗捕巡字升臺。 門生東平寧陽韋□字幼昌。 門生魏郡館陶張上字仲舉。 門生魏郡館陶王□□（時字）子表。 門生魏陰安張典字少高。 門生魏郡魏□□（孟忠）字□□（待政）。 門生魏郡魏李鎮字世君。 門生魏郡館陶吳讓字子敬。 門生魏郡館陶文儉字元節。 門生□□（魏郡）館陶鄉瑱字仲雅。 門□□□（生魏郡）鄴皋香字伯子。 門□（生）東郡東武陽梁淑字□（元）祖。 門生東郡衛公國趙恭字和平。 門生東郡東武陽張表字公方。 門生東郡東武陽滕穆字奉德。 門生東□（郡）樂平□演字仲□（厚）。 門生□（東）郡樂平靳□（京）字君賢。 門生東郡樂平□（梁）布字叔□（光）。 門生東□（郡）樂□□（平桑）顯字伯異。 門生陳留□（平）北司馬規字伯□（昌）。 門生安平下博張祺字叔松。 門□（生）安平□（下）博張朝字公□（房）。 門生安平下博蘇觀字伯臺。 門生安平堂陽張琦字子異。 門生北海安北齊納字榮謀。 門生北海都昌呂□□□（升字山）甫。 門生北海劇秦□（麟）字伯□（麟）。 門生北海劇如盧浮字遺伯。 門生北海劇薛□（韻）字□（勝）輔。 門生北海劇高冰□□□（字季超）。 門生濟南梁鄒趙震字叔政。 門生濟南□□（梁鄒）徐璜字□（幼）文。 門生濟南東平陵吳進字□（升）臺。 門生甘陵□（廣）川□（李）都字元章。 門生甘陵貝丘賀曜字升進。 門生魏郡□（清）淵許□（祺）字升明。 門生魏郡館陶史崇字少賢。 門生魏郡館陶孫忠字府文。 門生東郡樂平盧脂字子節。 門生任城任□□□字景漢。 門童安平下博張忠字公□。 故吏北海都昌逢祈字伯□。 故吏北海都昌逢章字交□（理）。 故吏北海都昌魏稱□□□（字交長）。 故吏北海都昌呂規字□□（元規）。 故吏泰山□（費）魚淵字漢長。 故吏泰山□（華）毋□（樓）規字世□（光）。 故吏泰山南城禹規字□□（舉）。 故吏泰山南武陽蕭誨□□□（字伯□）。 故民秦山費淳于□□□□（黨字季□）。 弟子北海劇陸暹字□□（孟輔）。 弟□（子）陳□襄邑□□□（樂烏字）宣□（舉）。 弟子下郊外下郊朱班字宣□。 弟子東平□（寧）陽周順字□□（承□）。 弟子沛國小沛周升□□□（字仲甫）。 弟子魯國文陽陳襄□□□（字聖博）。 弟子汝南平□（輿）謝芊□（字）子□（藝）。 弟子山陽瑕北丁□（玹）字□□（實堅）。 弟子魯國戴璋字元珪。 □□（弟子）魯國卞王政字漢方。

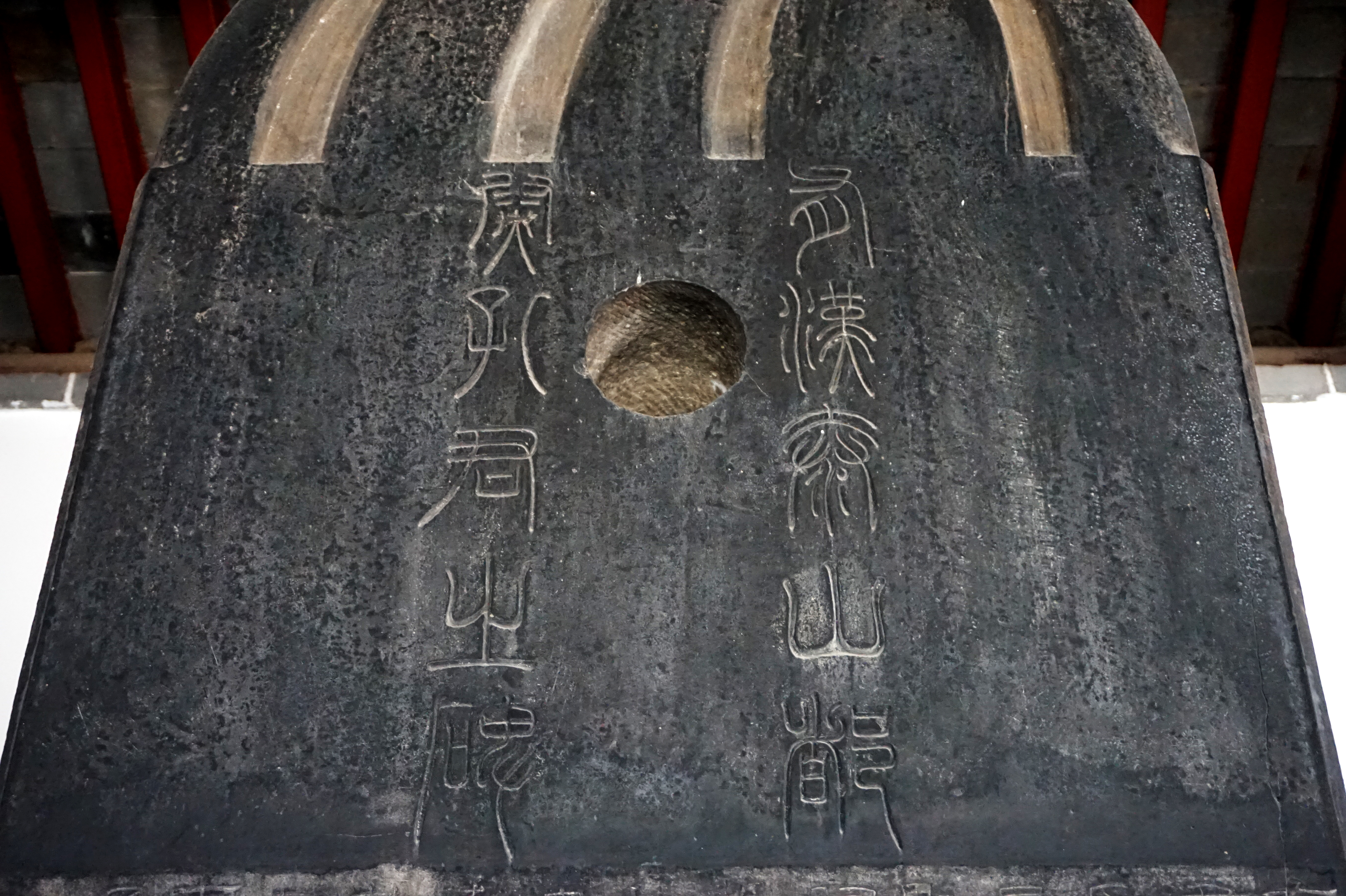
《孔宙碑》碑額上的題篆

## 碑額
有漢泰山都尉孔君之碑。

## 拓本
- 北京故宮博物院館藏東漢孔宙碑明拓本
- 北京故宮博物院館藏泰山都尉孔宙碑明末拓本
- 《孔宙碑》東漢隸書清拓本

## 歷代評論
- 明代郭宗昌在《金石史》說到：「其書尚存分法，且結體古逸，殊不易造。……漢碑陰字多潦倒，此獨超逸古雅，非魏《孔宙碑》人所及。」[7]
- 清代翁方綱在《兩漢金石記》謂：「碑與碑陰書出二手者，獨是碑耳。然皆漢隸之員醇美者。」[8]
- 清代郭尚先在《芳堅館題跋》尊崇道：「結體寬博而綿密，是貞觀諸大家所祖。褚中令（遂良）勒筆皆長，亦濫觴於是。」還說：「近人每以《豫州從事碑》（《尹宙》）與此並稱『二宙』，實則《尹碑》不及遠甚。其結體運筆已開《受禪》、《大饗》二石意矣。」[9]
- 清代康有為在《廣藝舟雙楫》中說：「至於隸法，體氣益多：疏宕則有《西狹頌》、《孔宙》、《張壽》）。」，「《孔宙》、《曹全》是一家眷屬，皆以風神逸宕勝。《孔宙》用筆旁出逶迤，極其勢而去，如不欲還。《馮君神道》、《沈君神道》亦此派也，布白疏，磔筆長。」[10]
- 清代楊守敬在《評碑記》也說：「波磔並出，八分正宗；無一字不飛動，仍無一字不規矩。視《楊孟文頌》之開闔動宕、不拘於格者，又不同矣。然皆各極其妙，未易軒輊也。」
- 清代 劉熙載在《藝概》裡說：「漢碑蕭散如《韓勑》、《孔宙》。」

## 外部連結
- 北京故宮博物院－明拓东汉孔宙碑 （页面存档备份，存于）
- 漢魏碑刻陳列館－東漢•孔宙墓碑[永久]
- 台灣Word－《孔宙碑》
- 中國書法美術網－《孔宙碑》書法藝術賞析
- 文化濟寧－天下漢碑半濟甯 濟寧漢畫甲天下
- 書法字典－《孔宙碑》
- 書法空間－孔宙碑 （页面存档备份，存于）